# R: Racing Evolution
R: Racing (su nombre original era R: Racing Evolution) es un videojuego de coches desarrollado por Namco para las consolas GameCube, PlayStation 2 y Xbox.
Pese a que muchos aficionados opinaban que R: Racing es la parte simuladora de la afamada saga Ridge Racer, Namco asegura que no tienen nada que ver.
En la versión de GameCube, se regalaba el PacMan Vs, un juego multijugador acerca del comecocos. Fue Shigeru Miyamoto quien impulsó este detalle.

## Modos de juego

### Competición
Es el modo historia del juego. En este modo, manejas a Rena Hayami, una conductora de ambulancias que se pasa a las carreras gracias a Stephan Garnier, el director de un equipo de carreras que depende de una organización llamada G.V.I..
A lo largo de 14 etapas (pueden ser carreras únicas o torneos) se enfrenta a duros rivales, especialmente a la otra fémina de la parrilla: Gina Cavalli.
Debido a que en el grupo G.V.I. prefieren ganar dinero a obtener los mejores resultados (al ordenar en una carrera que debes quedar 2.º, no 1.º), Rena y Stephan, junto a Eddie O'Brien (un ingeniero con muchas ideas e ilusión) consiguen la independencia del equipo tras ganar en la última carrera al prototipo del director de G.V.I..
Consigues el coche con el que te pasas cada etapa.

### Desafío
El modo más largo del juego. Dentro están los siguientes submodos:
- Carrera

- Carrera individual: Una única carrera de diferentes niveles de dificultad. Hay que quedar 1.º. Hay un total de 67 carreras.
- Contrarreloj: Intentar batir los tiempos de vuelta rápida determinados. Hay 40.
- Carrera monomarca: Carreras restringidas a un modelo de coche según que carrera elijas. Son 10 en total.
- Gran Tour: Un campeonato de varias carreras. El 1.er clasificado en cada carrera obtiene 10 puntos, el 2.º consigue 6, el 3.º consigue 4, el 4.º 3, el 5.º 2 y el último obtiene 1 punto. También son 10 desafíos.
- Contra el rival: Carrera contra un único rival. Puedes conseguir su coche. Hay 10.
- Torneo: Son 15, y son un conjunto de carreras eliminatorias cada uno.
- Extra: Hay que llegar de un punto del circuito a una zona delimitada situada a de 12 a 20 segundos. Hay 14 carreras.

- Taller

Aquí se pueden mejorar casi todos los coches.
- Concesionario

Se pueden comprar buena parte de los coches del juego.

### Arcade
Son carreras "personalizadas", pues elijes el circuito, el número de vueltas, y el tipo de rivales. Es muy útil para practicar.

### Contrarreloj
Corres en el circuito que desees, sin rivales, y sin tiempo límite. El objetivo es batir la vuelta rápida.

### Contra el rival
El modo multijugador. En él puedes echar una carrera contra un amigo, con la pantalla cortada horizontalmente.

## Coches
Hay casi 90 coches (aunque se repiten modelos; hay por ejemplo dos Ford Focus de Rally Clase 1 y otro Ford Focus de Drag). (Los nombres que a su lado tienen x2 o x3 es que tienen dos o tres combinaciones de colores distintas). Los autos están divididos en 8 subgrupos:

### GT Clase 1
En GT Clase 1 están los siguientes autos:
Nissan Skyline R34 Calsonic
Saleen S7 [x2]
Toyota Supra
Volkswagen W12 [x3]
Fiat 500
BMW M3
BMW M3 (Max Schultz)
Honda NSX
BMW McLaren F1
Chevrolet Corvette C5 [x2]
Dogde Viper Competition Coupé
Dogde Viper Competition Coupé (Dave Miller)

### GT Clase 2
En GT Clase 2 los autos tienen una velocidad máxima y aceleración intermedia. Esta es la clase con más autos del juego:
DeTomaso Pantera GT-S [x3]
Nissan 350Z [x2]
Alfa Romeo GTA [x2]
Lotus Exige Sport [x2]
Honda 2000 [x3]
Mazda RX-7 [x2]
Dogde Charger R/T
Ford Shelby GT 5.0.0.
DMC DeLorean
Peugeot 206
Mitsubishi Lancer Evolution VII [x2]
Subaru Impreza WRX STI [x2]

### GT Clase 3
En GT Clase 3 los autos son más lentos que los de GT Clase 1 y 2 y tienen peor manejo también. Los autos son solo cuatro:
Toyota VM180 [x3]
Mini Cooper S
Audi TT [x3]
Acura RSX [x2]

### Rally Clase 1
En Rally Clase 1 los autos son solo AWD y hay seis autos
Mitsubishi Lancer Evolution VIII
Ford Focus [x2]
Subaru Impreza WRX STI
Mini Cooper S
Peugeot 206
Peugeot 206 (Renard)

### Rally Clase 2
Los autos de Rally Clase 2 son más fáciles de manejar que los de Rally Clase 1:
Acura RSX
Mini Cooper S
Renault Alpine
Alfa Romeo Gulia GTA Junior
Fiat 500

### Prototipos
Autos Ultra potentes solo para las carreras en caminos lisos y con pavimento y hay 3 autos:
Infenion Audi R8 [x3]
Bentley Exp Speed 8
Advan Kondo SOSO

### Drag Class
Autos modificados para las carreras en línea recta:
Dogde Charger R/T [x2]
Ford Shelby GT 5.0.0. [x2]
Mazda RX-7 (Marcus Nelly)
Nissan 350Z
Ford Focus

### Clásicos
La clase más lenta del juego en todos los aspectos, con solo tres carros:
Renault Alpine [x2]
Alfa Romeo Gulia GTA Junior [x2]
Fiat 500

## Circuitos
Hay un total de 14 circuitos, pero hay 10 reales, si eliminamos las inversiones y las reducciones.
Twin Ring Motegi
- Longitud: 2,414
- País: Japón
- Descripción: Circuito oval.

Suzuka East
- Longitud: 2,243 km
- País: Japón
- Descripción: Es la parte este del circuito de Suzuka. En concreto sale la recta de meta y las curvas S.

Suzuka
- Longitud: 5,830 km
- País: Japón
- Descripción: El circuito más famoso de Japón. Forma parte del Campeonato del mundo de Fórmula 1.

Yokohama
- Longitud: 4,276 km
- País: Japón
- Descripción: Circuito urbano en la ciudad nipona de Yokohama.

Phillip Island
- Longitud: 4,448 km
- País: Australia
- Descripción: Se usa en el Campeonato del mundo de motociclismo

Monaco
- Longitud: 3,370 km
- País: Principado de Mónaco
- Descripción: Circuito urbano en la capital monegasca, Montecarlo. Forma parte de los trazados que componen el Campeonato del mundo de Fórmula 1.

Waterbridge
- Longitud: 4,948 km
- País: España
- Descripción: Circuito de rally sobre parte de arena y parte de asfalto.

Waterbridge invertido
- Longitud: 4,948 km
- País: España
- Descripción: Se corre el circuito de Waterbridge de manera inversa.

Windmill Hill
- Longitud: 4,977 km
- País: España
- Descripción: Circuito de rally, íntegramente sobre tierra.

Windmill Hill invertido
- Longitud: 4,977 km
- País: España
- Descripción: Se corre el circuito de Windmill Hill de manera inversa.

Waterbridge invertido
- Longitud: 5,221 km
- País: España
- Descripción: Circuito de rally en paralelo, donde se realizan carreras entre 2 coches, uno en cada lado.

Green Field
- Longitud: 2,042 km
- País: Reino Unido
- Descripción: Un pequeño circuito. Se le apoda "El conductor" debido a que desde el aire parece la silueta de alguien conduciendo.

Surfside
- Longitud: 0,800 km
- País: Estados Unidos
- Descripción: Un circuito recto, en el que lo que más cuenta es la aceleración. Está pensado para coches Drags.

Surfside invertido
- Longitud: 0,800 km
- País: Estados Unidos
- Descripción: El circuito Surfside, de manera inversa.